# Рідна Україна
Рі́дна Украї́на — село в Україні, у Голопристанській міській громаді Скадовського району Херсонської області. Населення становить 177 осіб. Село окуповане російськими військами з 24 лютого 2022 року. 

## Населення
Згідно з переписом УРСР 1989 року чисельність наявного населення села становила 130 осіб, з яких 56 чоловіків та 74 жінки.
За переписом населення України 2001 року в селі мешкало 176 осіб.

### Мова
Розподіл населення за рідною мовою за даними перепису 2001 року:
| Мова       | Відсоток |
| ---------- | -------- |
| українська | 89,27 %  |
| молдовська | 5,08 %   |
| російська  | 2,82 %   |
| інші       | 2,83 %   |